# Serginho Baiano
Serginho Baiano (født 5. januar 1978) er en tidligere brasiliansk fodboldspiller.